# Щебеневий
Щебене́вий — лінійна залізнична станція Запорізької дирекції Придніпровської залізниці на лінії Верхній Токмак II — Комиш-Зоря між станціями Більманка (11 км) та Комиш-Зоря (9 км). Розташована у селі Трудове Пологівського району Запорізької області
До 2014 року на станції зупинялися приміські поїзди.